# Canale di Procida
Il canale di Procida è un braccio di mare del Tirreno meridionale.
Separa l'isola di Procida dalla penisola flegrea, costituendo il punto d'ingresso più settentrionale del golfo di Napoli e collegandolo al golfo di Gaeta.

## Geografia
Il canale ha una lunghezza massima di circa 7 km (in direzione Est - Ovest) per una larghezza minima di circa 3,4 km. L'ingresso da Ovest è delimitato da Capo San Martino (sulla terraferma) e Punta Pioppeto (Procida), terminando sul versante napoletano con capo Miseno (in terraferma) e Punta della Lingua (Procida). Punta Pioppeto e Capo Miseno sono dotati di fari per la navigazione costiera notturna.
La profondità è generalmente bassa, giungendo al massimo a circa 14 - 15 metri nel punto più stretto, con diversi scogli affioranti e secche; tra queste, in posizione pressoché centrale, la Secca del Torrione, a poco più di 4 m di profondità, con segnalazione luminosa; proseguendo verso ovest, più vicina a Procida, la Secca di Marsiglia, a poco più di 6 metri. La navigazione è dunque interdetta alle navi di maggior pescaggio; viene tuttavia generalmente percorso dai traghetti e dagli aliscafi provenienti dalla terraferma e diretti all'isola d'Ischia.
Vi si affacciano i comuni di Procida, Monte di Procida e Bacoli (limitatamente alla spiaggia di Miliscola e Capo Miseno). Il canale è attraversato da numerosi cavi sottomarini per l'energia elettrica e le telecomunicazioni. Nel 1957 fu attraversato dal primo acquedotto sottomarino d'Europa (tra Miliscola e l'isola di Procida).

## Storia
Nel 1799 fu teatro di un'importante battaglia navale tra la flotta della Repubblica Napoletana comandata dall'ammiraglio Francesco Caracciolo e le navi della marina Anglo-Borbonica di Nelson, documentata in una gouache di Saverio della Gatta esposta al museo nazionale di San Martino. Una seconda battaglia navale nel canale si ebbe dieci anni dopo, sempre tra la flotta britannica e quella del Regno di Napoli murattiano.